# آدم شابيرو
آدم شابيرو (بالإنجليزية: Adam Shapiro)‏ هو كاتب أمريكي، ولد في 1972 في بروكلين في الولايات المتحدة.